# 대한민국의 국공립 고등학교
대한민국의 국공립 학교는 교육법 제 83조를 근거로, 국가가 설립하여 경영하는 학교는 국립학교, 특별시·광역시·도·시 또는 군이 설립하여 경영하는 학교는 공립학교(각각 시립학교·도립학교·군립학교라고도 한다.)로 나눌 수 있다. 따라서 고등학교 역시 이에 따라서 구분한다.
대한민국의 국공립 고등학교와 사립 고등학교의 수는 지역차가 있으나 전체적으로 국공립 고등학교보다 사립학교가 더 많이 설립되어 있다. 또, 국립 고등학교보다는 지방단체 등이 세운 공립고등학교가 많으며 일반적이다. 

## 같이 보기
- 국공립학교